# Bembrops curvatura
Bembrops curvatura és una espècie de peix de la família dels percòfids i de l'ordre dels perciformes.

## Etimologia
Bembrops prové dels mots grecs bembras, -ados (una mena d'anxova) i ops (aparença), mentre que la paraula llatina curvatura (curvatura) fa referència a la seua línia lateral força corbada.

## Descripció
Fa 16 cm de llargària màxima. 2-6 espines i 13-23 radis tous a l'aleta dorsal i 15-29 radis tous a l'anal. La línia lateral descendeix abruptament, sobretot en la meitat anterior del cos.

## Alimentació
El seu nivell tròfic és de 4,32.

## Hàbitat i distribució geogràfica
És un peix marí, demersal (entre 100 i 280 m de fondària) i de clima tropical, el qual viu a la conca Indo-Pacífica: els fons rocallosos de la plataforma continental, incloent-hi les seues vores, del Japó, Corea del Sud, la Xina, Taiwan, Indonèsia i Austràlia (Austràlia Occidental, el Territori del Nord i Queensland).

## Observacions
És inofensiu per als humans.